# Present: You
Present: You (стилизуется как Present: YOU) — третий студийный альбом южнокорейского бой-бенда GOT7. Был выпущен 17 сентября 2018 года лейблом JYP Entertainment. В нем есть сингл «Lullaby» на четырех разных языках (корейский, английский, китайский и испанский), а также сольные треки, спродюсированные каждым участником.
Альбом был сертифицирован платиновым по Gaon Chart 8 ноября 2018 года, после продажи более 250 000 копий.
3 декабря 2018 года он был переиздан в Present: You & Me.

## Предпосылки и релиз
Present: You впервые были объявлены 24 августа 2018 года в конце эпилог фильма во время мирового тура GOT7 «Eyes On You World Tour». Позже было подтверждено, что они выпустят свой третий студийный альбом 17 сентября. Согласно JYP, «новый альбом означает, что лучший подарок в жизни GOT7 - это вы, фанаты».
29 августа были представлены две групповые фото-тизеры, за которыми следуют список треков 30 августа  и тизеры юнитов с 31 августа по 2 сентября.
16 ноября JYP Entertainment объявил о выпуске переиздания альбома, установленного на 3 декабря. В переиздании представлены новый заглавный трек «Miracle»  и 11 других новых треков, а также песни из оригинального релиза.

## Композиции
Тамар Герман из Billboard описала «Lullaby»
следующим образом: «Прикольный хаус и гибрид синти-поп, трек прыгает между классными стихами, а затем взрывается с тяжелым басом, создавая современную «Lullaby».
Она также описала «Miracle» как «нежную, основанную на фортепиано поп-балладу, построенную для сезона, гладкую колядку с колокольчиками на Рождество и сладкими струнами, на которых участники поют и рэп, демонстрируя свою гармонизацию».
Джефф Бенджамин из Billboard определил «Lullaby», «Enough» и «I Am» как «некоторые из самых амбициозных и сложных треков септета на сегодняшний день».

## Музыкальные видео
Музыкальные клипы Джексона, БэмБэма, Ёнджэ, Джинёна, Югёма, JB и сольная песня Марка были выпущены ежедневно в 6 вечера (KST) с 7 по 13 сентября 2018 года. Видео-тизер «Lullaby» было выпущено за несколько часов до музыкального клипа Марка.
Клип на песню «Lullaby» вышел 17 сентября, набрав 10 миллионов просмотров за 24 часа. Новые видео были выпущены для каждых пяти миллионов просмотров, полученных на видео «Lullaby», до 50 миллионов. Эти видео включали в себя сольные музыкальные видеоклипы и различные версии танцевальной практики «Lullaby».

## Промоушен
16 сентября все семь участников были гостями на шоу Running Man, их первое появление на шоу с сентября 2016 года. Они также провели шоу «Countdown Live» на сайте Naver'S V Live, где они рассказали о своих новых треках. 17 сентября Got7 провели пресс-конференцию перед выходом альбома. Во время записи 12 сентября они исполнили свой новый заглавный трек «Lullaby». а также старые треки. 19 сентября группа появилась в качестве гостей на Idol Room для продвижения альбома, дебютировав на шоу. 28 сентября они впервые появились на музыкальном шоу You Hee-yeol's Sketchbook.
GOT7 провели шоукейс на M Countdown 20 сентября и продвигали «Lullaby» и «I Am Me» на нескольких музыкальных программах в Южной Корее, включая Music Bank, Show! Music Core и Inkigayo.

## Трек-лист
| №                   | Название                           | Текст песни                                   | Музыка                                          | Arrangements                     | Длительность |
| ------------------- | ---------------------------------- | --------------------------------------------- | ----------------------------------------------- | -------------------------------- | ------------ |
| 1.                  | «Lullaby»                          | Jinli                                         | Glory Face, Jake K, Jinli                       | Glory Face, Jake K               | 3:37         |
| 2.                  | «Enough»                           | Defsoul(JB), Mirror BOY, D.ham, Munhan Mirror | Defsoul(JB), Mirror BOY, D.ham, Munhan Mirror   | Mirror BOY, D.ham, Munhan Mirror | 3:19         |
| 3.                  | «지켜줄게» (I'll Protect You)      | Defsoul(JB), Mirror BOY, D.ham, Munhan Mirror | Defsoul(JB), Mirror BOY, D.ham, Munhan Mirror   | Mirror BOY, D.ham, Munhan Mirror | 3:25         |
| 4.                  | «No One Else»                      | Yugyeom, EFFN, Room102                        | Yugyeom, EFFN, Room102                          | EFFN, Room102                    | 3:22         |
| 5.                  | «I Am Me»                          | Jinyoung, Distract                            | Distract, Jinyoung, Ludwig Lindell              | Ludwig Lindell                   | 3:31         |
| 6.                  | «Sunrise» (Соло JB)                | Defsoul(JB), JOMALXNE                         | Defsoul(JB), ROSEINPEACE, JOMALXNE              | ROSEINPEACE                      | 3:31         |
| 7.                  | «OMW» (Соло Марка и Джексона)      | Jackson Wang, Mark, Wizil, BOYTOY             | Jackson Wang, Mark, BOYTOY                      | Jackson Wang, BOYTOY             | 3:08         |
| 8.                  | «Made It» (Соло Джексона)          | Jackson Wang                                  | Jackson Wang, BOYTOY                            | Jackson Wang, BOYTOY             | 2:36         |
| 9.                  | «My Youth» (Соло Джинёна)          | Jinyoung, Distract                            | Distract, Jinyoung, Tobias Karlsson, Sangmi Kim | Tobias Karlsson, Sangmi Kim      | 3:32         |
| 10.                 | «혼자 (Nobody Knows)» (Соло Ёнджэ) | Ars(Youngjae), Pollen                         | Pollen, LAVIN                                   | LAVIN                            | 3:06         |
| 11.                 | «Party» (Соло БэмБэм)              | BamBam                                        | FRANTS, БэмБэм                                  | FRANTS                           | 3:04         |
| 12.                 | «Fine» (solo by Yugyeom)           | Yugyeom                                       | EFFN, Yugyeom                                   | EFFN                             | 3:03         |
| 13.                 | «Lullaby» (English version)        | Sophia Pae                                    | Glory Face, Jake K, Jinli                       | Glory Face, Jake K               | 3:37         |
| 14.                 | «Lullaby» (Chinese version)        | Zou Shunli                                    | Glory Face, Jake K, Jinli                       | Glory Face, Jake K               | 3:37         |
| 15.                 | «Lullaby» (Spanish version)        | Alejandro González                            | Glory Face, Jake K, Jinli                       | Glory Face, Jake K               | 3:37         |
| 16.                 | «Lullaby» (instrumental)           |                                               | Glory Face, Jake K, Jinli                       | Glory Face, Jake K               | 3:37         |
| Общая длительность: | Общая длительность:                | Общая длительность:                           | Общая длительность:                             | Общая длительность:              | 53:42        |

### Present: You & Me
| №                   | Название                               | Текст песни                                                                 | Музыка                                                                                     | Arrangements                        | Длительность |
| ------------------- | -------------------------------------- | --------------------------------------------------------------------------- | ------------------------------------------------------------------------------------------ | ----------------------------------- | ------------ |
| 1.                  | «Miracle»                              | Kyum Lyk (153/Joombas), J.Y. Park "The Asiansoul"                           | Moon Kim (153/Joombas), Kyum Lyk (153/Joombas)                                             | Kyum Lyk (153/Joombas)              | 4:10         |
| 2.                  | «Take Me to You»                       | Lee Joo-hyung (MonoTree), Inner Child (MonoTree), J.Y. Park "The Asiansoul" | Lee Joo-hyung (MonoTree), Yoon Jong-sung (MonoTree), Inner Child (MonoTree), Mayu Wakisaka | Yoon Jong-sung (MonoTree)           | 3:14         |
| 3.                  | «안 보여» (Come On)                    | Defsoul(JB), iHwak                                                          | Defsoul(JB), iHwak, Royal Dive                                                             | Royal Dive                          | 3:14         |
| 4.                  | «1:31AM (잘 지내야해)» (JB, Youngjae)  | Defsoul(JB), Ars(Youngjae)                                                  | Defsoul(JB), Ars(Youngjae), 220, minGtion                                                  | minGtion                            | 3:51         |
| 5.                  | «Higher» (Jinyoung, Mark)              | Jinyoung, Mark                                                              | Jinyoung, Distract, Secret Weapon                                                          | Secret Weapon                       | 2:36         |
| 6.                  | «I Love It» (Jackson, BamBam, Yugyeom) | Jackson Wang, Gen Neo                                                       | Jackson Wang, Gen Neo                                                                      | Gen Neo                             | 1:11         |
| 7.                  | «WOLO» (Jackson, BamBam, Yugyeom)      | Jackson Wang, BamBam, Yugyeom                                               | Jackson Wang, Gen Neo                                                                      | Gen Neo                             | 3:04         |
| 8.                  | «King» (Jinyoung, BamBam)              | Jinyoung, BamBam                                                            | Jinyoung, BamBam, FRANTS                                                                   | FRANTS                              | 3:03         |
| 9.                  | «Think About It» (JB, Mark, Youngjae)  | Defsoul(JB), Mark, Ars(Youngjae)                                            | Defsoul(JB), Ars(Youngjae), Mark, Mirror BOY (220VOLT), Lee Sang-chul                      | Mirror BOY (220VOLT), Lee Sang-chul | 3:08         |
| 10.                 | «이젠 (From Now)» (solo by Yugyeom)    | Yugyeom                                                                     | Yugyeom, effn                                                                              | Yugyeom                             | 3:19         |
| 11.                 | «Hunger» (solo by Jackson)             | Jackson Wang                                                                | Jackson Wang, BOYTOY                                                                       | BOYTOY                              | 1:33         |
| 12.                 | «Phoenix» (Jackson, Yugyeom)           | Jackson Wang, Yugyeom                                                       | Jackson Wang, Yugyeom, BOYTOY                                                              | BOYTOY                              | 2:55         |
| Общая длительность: | Общая длительность:                    | Общая длительность:                                                         | Общая длительность:                                                                        | Общая длительность:                 | 35:18        |

| №                   | Название                           | Текст песни                                   | Музыка                                          | Arrangements                     | Длительность |
| ------------------- | ---------------------------------- | --------------------------------------------- | ----------------------------------------------- | -------------------------------- | ------------ |
| 1.                  | «Lullaby»                          | Jinli                                         | Glory Face, Jake K, Jinli                       | Glory Face, Jake K               | 3:37         |
| 2.                  | «Enough»                           | Defsoul(JB), Mirror BOY, D.ham, Munhan Mirror | Defsoul(JB), Mirror BOY, D.ham, Munhan Mirror   | Mirror BOY, D.ham, Munhan Mirror | 3:19         |
| 3.                  | «지켜줄게» (I'll Protect You)      | Defsoul(JB), Mirror BOY, D.ham, Munhan Mirror | Defsoul(JB), Mirror BOY, D.ham, Munhan Mirror   | Mirror BOY, D.ham, Munhan Mirror | 3:25         |
| 4.                  | «No One Else»                      | Yugyeom, EFFN, Room102                        | Yugyeom, EFFN, Room102                          | EFFN, Room102                    | 3:22         |
| 5.                  | «I Am Me»                          | Джинён, Distract                              | Distract, Jinyoung, Ludwig Lindell              | Ludwig Lindell                   | 3:31         |
| 6.                  | «Sunrise» (Соло JB)                | Defsoul(JB), JOMALXNE                         | Defsoul(JB), ROSEINPEACE, JOMALXNE              | ROSEINPEACE                      | 3:31         |
| 7.                  | «OMW» (Соло Марка и Джексона)      | Jackson Wang, Mark, Wizil, BOYTOY             | Jackson Wang, Mark, BOYTOY                      | Jackson Wang, BOYTOY             | 3:08         |
| 8.                  | «Made It» (Соло Джексона)          | Jackson Wang                                  | Jackson Wang, BOYTOY                            | Jackson Wang, BOYTOY             | 2:36         |
| 9.                  | «My Youth» (solo by Jinyoung)      | Jinyoung, Distract                            | Distract, Jinyoung, Tobias Karlsson, Sangmi Kim | Tobias Karlsson, Sangmi Kim      | 3:32         |
| 10.                 | «혼자 (Nobody Knows)» (Соло Ёнджэ) | Ёнджэ, Pollen                                 | Ars(Youngjae), Pollen, LAVIN                    | LAVIN                            | 3:06         |
| 11.                 | «Party» (Соло БэмБэма)             | БэммБэм                                       | FRANTS, BamBam                                  | FRANTS                           | 3:04         |
| 12.                 | «Fine» (Соло Югёма)                | Yugyeom                                       | EFFN, Yugyeom                                   | EFFN                             | 3:03         |
| 13.                 | «Lullaby» (English version)        | Sophia Pae                                    | Glory Face, Jake K, Jinli                       | Glory Face, Jake K               | 3:37         |
| 14.                 | «Lullaby» (Chinese version)        | Zou Shunli                                    | Glory Face, Jake K, Jinli                       | Glory Face, Jake K               | 3:37         |
| 15.                 | «Lullaby» (Spanish version)        | Alejandro González                            | Glory Face, Jake K, Jinli                       | Glory Face, Jake K               | 3:37         |
| 16.                 | «Lullaby» (instrumental)           |                                               | Glory Face, Jake K, Jinli                       | Glory Face, Jake K               | 3:37         |
| Общая длительность: | Общая длительность:                | Общая длительность:                           | Общая длительность:                             | Общая длительность:              | 53:42        |

## Чарты
| Чарты (2018)                           | Высшая позиция | Высшая позиция |
| Чарты (2018)                           | You            | You & Me       |
| -------------------------------------- | -------------- | -------------- |
| Бельгия/Фландрия (Ultratop)            | 175 \|\| —     |                |
| French Download Albums (SNEP)          | 56             | —              |
| Japanese Albums (Oricon Albums Chart)  | 12             | —              |
| South Korean Albums (Gaon)             | 1              | 1              |
| UK Download Albums (OCC)               | 97             | —              |
| США (Billboard Top Heatseekers Albums) | 7 \|\| —       |                |
| US Independent Albums (Billboard)      | 28             | —              |
| США (Billboard World Albums)           | 3 \|\| —       |                |

| Чарты (2018)               | Позиция |
| -------------------------- | ------- |
| South Korean Albums (Gaon) | 14      |

| Чарты                                   | Высшаяч позиция |
| --------------------------------------- | --------------- |
| Japan Hot 100 (Billboard Japan)         | 94              |
| South Korea (Gaon)                      | 19              |
| South Korea (Kpop Hot 100)              | 1               |
| US World Digital Song Sales (Billboard) | 2               |

## Победы

### Музыкальные программы
| Песня     | Программы                 | Дата              | Ссылка |
| --------- | ------------------------- | ----------------- | ------ |
| «Lullaby» | M Countdown (Mnet)        | 27 сентября, 2018 | [ 36 ] |
| «Lullaby» | M Countdown (Mnet)        | 4 октября, 2018   | [ 37 ] |
| «Lullaby» | Music Bank (KBS)          | 28 сентября, 2018 | [ 38 ] |
| «Lullaby» | Music Bank (KBS)          | 5 октября, 2018   | [ 39 ] |
| «Lullaby» | Show! Music Core (MBC)    | 29 сентября, 2018 | [ 40 ] |
| «Lullaby» | Inkigayo (SBS)            | 30 сентября, 2018 | [ 41 ] |
| «Lullaby» | Show Champion (MBC Music) | 3 октября, 2018   | [ 42 ] |
| «Miracle» | Music Bank (KBS)          | 14 декабря, 2018  | [ 43 ] |